# 피터 빌링즐리
피터 빌링즐리(영어: Peter Billingsley, 1971년 4월 16일 ~ )는 미국의 배우이자 프로듀서다.

## 작품 목록
- 홍키 통키 프리웨이
- 죽음의 계곡
- 크리스마스 스토리
- 멀고 먼 낙원
- 요술 오토바이 소동
- 메이드 (제작)
- 자투라 - 스페이스 어드벤쳐 (제작)
- 와일드 웨스트 코미디 쇼 (감독)
- 브레이크 업: 이별후애 - 앤드류스 역
- 아이언맨 (기획)
- 4번의 크리스마스 (기획)
- 커플 테라피: 대화가 필요해 (감독)
- 팀 라이프 (감독)
- 크리스마스 스토리 크리스마스
- 스파이더맨: 파 프롬 홈